# Кампас, Хаминтон
Хаминтон Леандро Кампас (исп. Jaminton Leandro Campaz; родился 24 мая 2000, Ибаге) — колумбийский футболист, выступающий на позициях нападающего и левого вингера. Выступает за клуб «Депортес Толима» в высшем дивизионе чемпионата Колумбии. Считается одним из самых талантливых молодых колумбийских футболистов, его кумиром является Криштиану Роналду.

## Биография
В 2017 году принял участие в чемпионате Южной Америки для игроков до 17 лет и чемпионате мира среди юношеских команд.
В октябре 2017 года авторитетное британское издание The Guardian включило Кампаса в список «60 лучших молодых талантов мирового футбола», снабдив следующим описанием: «Проворный и ловкий вингер забил в своём первом официальном матче в карьере, отправив мяч в верхний гол ворот ударом с кромки штрафной, после чего его команда выиграла у «Тигрев» со счётом 3:0. На тот момент ему было 16 лет. Начал карьеру в роли опорного полузащитника, но затем стал играть на позиции вингера за молодёжные команды «Толимы» и с тех пор в основном играет на левом фланге атаки. Прямолинеен, обладает опасным дальним ударом. Выделялся на фоне сверстников в сборной Колумбии до 17 лет на чемпионате Южной Америки в Чили, где забил 3 мяча и помог команда квалифицироваться на чемпионат мира».
В мае 2018 года появилась информация, что Кампаса просматривали скауты португальской «Бенфики».
В августе 2021 года перешёл в бразильский «Гремио».